# Joko świętuje rocznicę
Joko świętuje rocznicę (Joko fête son anniversaire) - debiutancki dramat Rolanda Topora wydany w 1969 roku. Został uhonorowany nagrodą Prix des Deux Magots w 1970 roku.

## Opis fabuły
Tytułowy bohater - Joko to młody chłopak, który pracuje fizycznie przy cysternie. Jest jedynym żywicielem swojej rodziny. Utrzymuje matkę, siostrę i chorego ojca. Joko jest przepracowany, często myśli o zmianie otoczenia. Pewnego dnia w rocznicę swojej pracy przy cysternie, w drodze do niej próbuje mu wejść na plecy nieznajomy mężczyzna i każe się zawieść do Hotelu Concordia. Joko początkowo protestuje, ale szef firmy przekonuje go do przewożenia za pieniądze tak zwanych istot wyższych, czyli ludzi z wyżyn społecznych. Z czasem Joko przez swoją nową pracę wplątuje się w kłopoty, z których ciężko jest mu się wydostać.

## Inscenizacje
Joko świętuje rocznicę jest jednym z najpopularniejszych i najczęściej wystawianych dramatów Topora. W Polsce wielokrotnie był wystawiany, między innymi we Wrocławskim Teatrze Współczesnym. Powstało również słuchowisko w Dwójce Polskiego Radia w cyklu Teatru Wyobraźni, gdzie w rolę Joko wcielił się Grzegorz Damięcki.